# Conquête fatimide de l'Égypte
La conquête fatimide de l’Égypte eut lieu en 969, lorsque les troupes du califat fatimide, menées par le général Jawhar, s’emparèrent de l’Égypte, alors gouvernée par la dynastie autonome des Ikhchidides, au nom du califat abbasside.
Dès leur prise de pouvoir en Ifriqiya (correspondant à la Tunisie et à l’est de l’Algérie actuelles) en 909, les Fatimides lancèrent plusieurs tentatives d’invasion de l’Égypte, sans succès, face à la puissance encore intacte du califat abbasside. Toutefois, dans les années 960, la situation avait changé : les Fatimides avaient consolidé leur pouvoir et s’étaient renforcés, tandis que le califat abbasside s’était effondré. Le régime ikhchidide en Égypte traversait alors une crise prolongée, marquée par des raids extérieurs, une grave famine et, en 968, la mort d’Abû al-Misk Kâfûr, véritable homme fort du pouvoir. Le vide politique laissé par sa disparition donna lieu à des luttes ouvertes entre factions à Fustat, capitale du pays. Ce climat de crise fut aggravé par les avancées simultanées de l’Empire byzantin contre les États musulmans de la Méditerranée orientale. Parallèlement, des agents fatimides opéraient ouvertement en Égypte, et les élites locales en vinrent progressivement à accepter, voire souhaiter, une prise de pouvoir fatimide, dans l’espoir de mettre un terme à l’instabilité et à l’insécurité.
Profitant de cette conjoncture favorable, le calife fatimide al-Mu‘izz li-Dîn Allâh organisa une vaste expédition militaire en vue de conquérir l’Égypte. Menée par Jawhar, cette armée partit de Raqqâda, en Ifriqiya, le 6 février 969, et entra dans le delta du Nil deux mois plus tard. Les élites ikhchidides préférèrent négocier une reddition pacifique, et Jawhar émit une garantie de sécurité (amān), promettant de respecter les droits des notables et de la population égyptienne, ainsi que de reprendre le jihâd contre les Byzantins. L’armée fatimide parvint à franchir le Nil entre le 29 juin et le 3 juillet, en dépit de la résistance de l’armée ikhchidide. Pendant ce temps, dans le chaos, les partisans des Fatimides prirent le contrôle de Fustat et proclamèrent sa soumission à al-Mu‘izz. Jawhar renouvela alors son amān et entra dans la ville le 6 juillet. Le 9 juillet, la khutba (prédication du vendredi) fut lue pour la première fois au nom du calife fatimide.
Durant les quatre années suivantes, Jawhar exerça les fonctions de vice-roi d’Égypte, réprimant des révoltes et lançant la construction d’une nouvelle capitale, Le Caire. Ses tentatives d’expansion vers les anciens territoires ikhchidides en Syrie, et même d’attaque contre les Byzantins, tournèrent à l’échec : après des succès initiaux, les armées fatimides furent anéanties, et l’Égypte elle-même dut faire face à une invasion qarmate, repoussée de justesse au nord du Caire. Le calife al-Mu‘izz arriva en Égypte en 973 et s’installa au Caire, qui devint dès lors le siège du califat fatimide, et le resta jusqu’à l’abolition du régime par Saladin en 1171.

## Contexte

### De premières tentatives de conquête
La dynastie fatimide accéda au pouvoir en Ifriqiya (correspondant à la Tunisie et au nord-est de l’Algérie actuelles) en 909. Les Fatimides avaient quitté leur terre d’origine, en Syrie, quelques années auparavant pour se diriger vers le Maghreb, où leurs agents missionnaires avaient réalisé des progrès notables dans la conversion des Berbères Kutâma à la branche ismaïlienne du chiisme, soutenue par les Fatimides.
Tandis que les Fatimides restaient dans la clandestinité, le missionnaire ismaïlien Abû ‘Abd Allâh al-Shî‘î prit la tête des Kutama et renversa la dynastie aghlabide régnante. Cette victoire permit au chef des Fatimides de se révéler publiquement et de se proclamer calife sous le nom de règne d’al-Mahdî Billâh (règne : 909–934).
Contrairement à leurs prédécesseurs, qui se contentaient d’être une dynastie régionale opérant aux marges occidentales du califat abbasside, les Fatimides nourrissaient des ambitions universalistes. Se réclamant de la descendance de Fâtima, fille du prophète Muhammad et épouse de ‘Alî, les califes fatimides se présentaient également comme chefs religieux de la communauté ismaïlienne, qui leur reconnaissait un statut quasi-divin d’imâms, dépositaires légitimes de la souveraineté divine sur terre.
Les Fatimides considéraient ainsi leur accession au pouvoir comme la première étape de la restauration de leur légitimité à la tête du monde musulman, en opposition aux Abbassides, qu’ils tenaient pour usurpateurs et défenseurs du sunnisme, et qu’ils étaient résolus à renverser pour s’y substituer.
Conformément à leur vision impériale, l’objectif immédiat des Fatimides, une fois leur autorité établie en Ifriqiya, devint l’Égypte, porte d’entrée vers le Bilâd al-Châm et l’Irak, siège de leurs rivaux abbassides.
En 914, une première invasion fut lancée en direction de l’est, sous la conduite de l’héritier fatimide al-Qâ’im bi-Amr Allâh. Elle permit la conquête de la Cyrénaïque (Barqa), d’Alexandrie et de l’oasis du Fayoum, mais échoua à prendre la capitale égyptienne, Fustat, et dut battre en retraite en 915, après l’arrivée de renforts abbassides en provenance de Syrie et d’Irak.
Une seconde expédition fut menée entre 919 et 921. Alexandrie fut de nouveau occupée, mais les Fatimides furent repoussés devant Fustat, et leur flotte anéantie. Al-Qâ’im se replia alors vers l’oasis du Fayoum, mais fut contraint de l’abandonner face à l’arrivée de nouvelles troupes abbassides, et de retraverser le désert pour regagner l’Ifriqiya.
L’échec de ces premières tentatives s’explique principalement par la surextension logistique des forces fatimides, incapables de remporter une victoire décisive avant l’arrivée des renforts abbassides. Toutefois, les Fatimides conservèrent la Cyrénaïque, utilisée comme base avancée pour menacer l’Égypte.
Dans les années 930, le califat abbasside entra dans une crise profonde et généralisée. Les Fatimides tentèrent alors de profiter des affrontements internes entre factions militaires égyptiennes, notamment en 935–936. Leurs forces occupèrent brièvement Alexandrie, mais le véritable vainqueur fut le commandant turc Muhammad ibn Tughj al-Ikhchid, qui s’imposa comme maître de l’Égypte et de la Syrie méridionale. Agissant officiellement au nom des Abbassides, il gouverna en réalité de manière indépendante, fondant la dynastie ikhchidide.
Au cours de ses différends ultérieurs avec Bagdad, al-Ikhchid n’hésita pas à rechercher un soutien fatimide, allant jusqu’à proposer une alliance matrimoniale entre son fils et une fille d’al-Qâ’im. Toutefois, après avoir reçu la reconnaissance officielle de son autorité et de ses titres par la cour abbasside, il retira cette proposition.
Du côté fatimide, à la fin des années 930, l’élan révolutionnaire initial qui avait conduit à la prise de pouvoir s’était émoussé. Bien que leurs ambitions universalistes n’aient pas disparu, elles furent temporairement suspendues à la suite de l’importante révolte du prédicateur kharijite berbère Abû Yazîd (943–947). Cette rébellion faillit entraîner la chute du régime fatimide. Même après sa répression, les Fatimides durent se concentrer sur la restauration de leur autorité en Méditerranée occidentale. L’Égypte fut, pendant cette période, laissée dans une relative stabilité.
À la mort d’al-Ikhchid en 946, le pouvoir revint à son homme de confiance, Abû al-Misk Kâfûr, un eunuque noir esclave qu’il avait nommé commandant en chef de l’armée. Pendant vingt ans, Kâfûr exerça le pouvoir en coulisse, les fils d’al-Ikhchid conservant le titre d’émir. En 966, il monta sur le trône en son nom propre.

### Le tournant des années 960
Au cours du deuxième tiers du Xe siècle, l’équilibre des forces bascula en faveur des Fatimides : tandis que ces derniers consolidaient leur régime en Ifriqiya, le califat abbasside s’affaiblissait, miné par des luttes de pouvoir constantes entre factions bureaucratiques, militaires et courtisanes rivales. Privés progressivement de leurs provinces périphériques par des dynastes locaux ambitieux et réduits à la seule Mésopotamie, les califes abbassides furent, à partir de 946, relégués au rôle de marionnettes sous la domination des Bouyides.
Dans les années 960, la dynastie ikhchidide elle aussi entra en crise, confrontée à des tensions internes et à des pressions extérieures multiples. Au sud, le royaume chrétien nubien de Makouria lança plusieurs invasions de l’Égypte, tandis qu’à l’ouest, les Berbères Lawata occupèrent la région d’Alexandrie et s’allièrent aux tribus bédouines du désert occidental pour affronter les troupes ikhchidides.
En Syrie, l’autorité ikhchidide fut contestée par la montée en puissance des Bédouins, phénomène qui coïncida avec l’invasion du territoire par les Qarmates, une secte ismaïlienne originaire du Bahreïn. Ces derniers, souvent alliés aux tribus bédouines, attaquaient les caravanes marchandes et les convois du pèlerinage (Hajj), sans que les Ikhchidides ne soient capables d’opposer une résistance efficace. La situation devint telle que les routes terrestres reliant l’Égypte à l’Irak furent pratiquement coupées.
Certains chercheurs modernes soupçonnent l’implication indirecte des Fatimides dans ces événements : selon l’orientaliste français Thierry Bianquis, le raid makourien de 956, qui pilla la région d’Assouan, fut « probablement soutenu secrètement par les Fatimides ». La collusion fatimide dans les attaques bédouines et qarmates en Syrie est « généralement supposée », bien que, comme le souligne l’historien Michael Brett, il n’existe pas de preuves formelles en ce sens.
Sur le plan intérieur, la situation fut aggravée par une série de crues faibles du Nil à partir de 962. En 967, la crue atteignit son plus bas niveau enregistré durant toute la période islamique précoce, suivie de trois années de niveaux anormalement bas. Des vents chauds et des invasions de criquets détruisirent les récoltes, provoquant la pire famine connue de mémoire d’homme, aggravée par une épidémie de peste propagée par les rats.
Les prix alimentaires montèrent en flèche : en 968, une poule se vendait 25 fois plus cher qu’avant la famine, et un œuf cinquante fois plus cher. La capitale, Fustat, fut la plus durement touchée : alors deuxième ville la plus peuplée du monde islamique après Bagdad, elle fut ravagée par la famine et par des épidémies récurrentes, qui se poursuivirent même sous la domination fatimide.
Les mauvaises récoltes entraînèrent aussi une baisse des revenus de l’État, forçant des réductions budgétaires, notamment dans les milieux religieux influents : leurs traitements ne furent plus versés, les fonds destinés à l’entretien des mosquées disparurent, et l’État ne put plus assurer la sécurité des pèlerinages, ce qui conduisit à l’arrêt complet des caravanes du Hajj dès 965.
Par ailleurs, la décennie 960 vit l’Empire byzantin, sous le règne de Nicéphore II Phocas (r. 963–969), étendre ses conquêtes aux dépens du monde islamique. Les Byzantins prirent la Crète, Chypre et la Cilicie, puis avancèrent en Syrie du Nord. La réaction du régime ikhchidide à ces offensives fut hésitante et inefficace : aucune aide ne fut apportée à la Crète, et la flotte envoyée pour reprendre Chypre fut détruite par la marine byzantine, laissant les côtes d’Égypte et de Syrie sans défense.
Ces revers provoquèrent une vive agitation dans la population musulmane d’Égypte : des appels au jihâd furent lancés, suivis de pogroms anti-chrétiens, réprimés avec difficulté par les autorités ikhchidides.
La propagande fatimide exploita rapidement les offensives byzantines pour souligner l’inefficacité du régime ikhchidide et celle de ses suzerains abbassides, par contraste avec les Fatimides eux-mêmes, présentés comme de vigoureux champions de l’islam, qui combattaient alors avec succès les Byzantins dans le sud de l’Italie.
Les avancées byzantines, conjuguées aux pillages des Bédouins et des Qarmates en Syrie centrale, privèrent aussi l’Égypte des approvisionnements en blé syrien, dont elle dépendait habituellement en cas de famine.
Dans ce contexte de crises internes, de menaces extérieures, et après le déclin irréversible du califat abbasside, la perspective d’une prise de contrôle par les Fatimides apparut à de nombreux Égyptiens comme une solution souhaitable.

## Effondrement des Ikhchidides
La mort d’Abû al-Misk Kâfûr en avril 968, sans laisser d’héritier, paralysa le fonctionnement du régime ikhchidide. Le vizir de Kâfûr, Ja‘far ibn al-Furât, marié à une princesse ikhchidide — et qui nourrissait peut-être l’espoir de voir leur fils monter sur le trône — tenta de prendre le contrôle du gouvernement. Cependant, il ne disposait d’aucun véritable soutien en dehors de l’administration, tandis que l’armée était divisée en factions rivales : les Ikhshidiyya, recrutés par al-Ikhchid, et les Kâfûriyya, recrutés par Kâfûr.
Les chefs militaires auraient préféré que l’un des leurs succède à Kâfûr, mais ils durent renoncer sous la pression de la famille ikhchidide et de l’opposition des élites civiles et religieuses.
Les différentes factions convinrent dans un premier temps d’un pacte de partage du pouvoir sous l’autorité nominale du petit-fils d’al-Ikhchid, Abû al-Fawâris Ahmad ibn ‘Alî, âgé de onze ans. Son oncle, al-Hasan ibn ‘Ubayd Allâh, gouverneur de Palestine, fut désigné comme régent, Ibn al-Furât conservant le poste de vizir, et le ghulâm (esclave-soldat) Shamûl al-Ikhshidî celui de commandant en chef.
Mais cet accord s’effondra rapidement à cause des rivalités personnelles et factionnelles des élites ikhchidides. Shamûl n’exerçait aucune autorité réelle sur l’armée, si bien que les Ikhshidiyya affrontèrent et expulsèrent les Kâfûriyya d’Égypte. Dans le même temps, Ibn al-Furât fit arrêter ses rivaux au sein de l’administration, ce qui bloqua le fonctionnement du gouvernement, notamment la collecte des impôts, essentielle à la stabilité du régime.
Le régent al-Hasan ibn ‘Ubayd Allâh arriva de Palestine en novembre et prit le contrôle de Fustat, où il fit emprisonner Ibn al-Furât. Mais il échoua à asseoir son autorité, et au début de l’année 969, il quitta la capitale pour retourner en Palestine, laissant l’Égypte sans gouvernement effectif.
L’historien Yaacov Lev écrit qu’à ce stade d’impasse, les élites égyptiennes ne voyaient plus d’autre solution que de solliciter une intervention extérieure. Dans le contexte international du moment, cela ne pouvait signifier que les Fatimides. Les sources médiévales rapportent que des lettres furent envoyées par des responsables civils et militaires au calife fatimide al-Mu‘izz li-Dîn Allâh (r. 953–975), alors en Ifriqiya, où les préparatifs d’une nouvelle invasion de l’Égypte étaient déjà bien avancés.

## Préparations de l'invasion
Les premières années du règne d’al-Mu‘izz li-Dîn Allâh furent consacrées à l’expansion de son autorité sur le Maghreb occidental et à la lutte contre les Byzantins en Sicile et dans le sud de l’Italie. Mais selon l’historien Paul E. Walker, il est évident qu’al-Mu‘izz avait l’intention de conquérir l’Égypte dès le début de son règne.
Dès 965/966, le calife entreprit de stocker des provisions et de préparer une nouvelle expédition militaire en Égypte. À cette date, ses armées, menées par Jawhar, avaient vaincu les Omeyyades du califat de Cordoue, inversant leurs gains territoriaux et rétablissant l’autorité fatimide sur l’Algérie occidentale et le Maroc, régions initialement conquises par les généraux fatimides dans les années 910–920.
En Sicile, les gouverneurs fatimides capturèrent les derniers bastions byzantins, achevant ainsi la conquête musulmane de l’île, et repoussèrent une expédition byzantine envoyée en représailles. À la suite de ces succès, une trêve fut conclue avec Constantinople en 967, permettant aux deux puissances de se concentrer sur leurs objectifs respectifs en Orient : les Byzantins contre l’émirat hamdanide d’Alep, les Fatimides contre l’Égypte.
Al-Mu‘izz ne cachait pas ses ambitions. Lors des négociations, il se vanta auprès de l’ambassadeur byzantin que leur prochaine rencontre aurait lieu en Égypte.

### Préparatifs militaires
Contrairement aux expéditions précipitées de ses prédécesseurs, al-Mu‘izz li-Dîn Allâh prépara soigneusement sa campagne égyptienne, y consacrant du temps et d’immenses ressources. Selon l’historien égyptien du XVe siècle al-Maqrîzî, le calife aurait dépensé 24 millions de dinars d’or pour cette opération. Bien que cette somme ne doive « probablement pas être prise au pied de la lettre », comme le souligne Yaacov Lev, elle « donne une idée de l’ampleur des moyens disponibles pour les Fatimides ».
Le fait qu’al-Mu‘izz ait pu mobiliser des sommes aussi considérables reflète la prospérité financière du califat fatimide à cette époque. Les revenus étaient notamment alimentés par les taxes prélevées sur le commerce transsaharien : à titre d’exemple, en 951/952, le seul terminus caravanier de Sijilmassa rapporta 400 000 dinars, soit la moitié des recettes annuelles de l’État fatimide. À cela s’ajoutait l’importation massive d’or de haute qualité en provenance de l’Afrique subsaharienne. Ces ressources furent renforcées en 968 par des impôts exceptionnels levés en vue de l’expédition imminente.
En 966, Jawhar, auréolé de ses victoires au Maghreb, fut envoyé dans la région des Kutâma, en Petite Kabylie, pour lever des troupes et réunir des fonds. Il revint à la capitale fatimide en décembre 968, accompagné de nouvelles troupes berbères et de 500 000 dinars. Le gouverneur de Barqa reçut l’ordre de préparer la route vers l’Égypte, en y faisant creuser de nouveaux puits à intervalles réguliers.
Cette préparation minutieuse témoignait également de la montée en puissance et de la stabilité accrue du régime fatimide. Comme le remarque Lev, les premières armées envoyées contre l’Égypte manquaient de discipline et terrorisaient les populations, tandis que l’armée assemblée par al-Mu‘izz était nombreuse, bien payée et disciplinée.
L’expédition fut confiée à Jawhar, qui reçut les pleins pouvoirs. Le calife décréta que tous les gouverneurs des villes traversées par l’armée devaient mettre pied à terre en sa présence et lui baiser la main.

### Propagande fatimide en Egypte
Au début du Xe siècle, la propagande ismaïlienne à la fois anti-abbasside et pro-fatimide était largement diffusée dans le monde islamique. Des sympathisants de l’ismaïlisme étaient même présents à la cour abbasside.
En 904, celui qui allait devenir le premier calife fatimide trouva refuge en Égypte, alors gouvernée par la dynastie autonome des Toulounides. Il demeura caché à Fustat auprès de ses partisans pendant environ un an, jusqu’à ce que les Abbassides reprennent le contrôle de la province au début de l’année 905. Tandis que le futur calife fatimide s’enfuyait vers Sijilmassa, le frère d’Abû ‘Abd Allâh al-Shî‘î resta en Égypte pour maintenir les liens avec les autres centres de la da‘wa, le réseau de propagande fatimide.
La présence d’agents provocateurs et de sympathisants fatimides en Égypte est attestée dans les sources dès 917/918, à la veille de la seconde tentative d’invasion. En 919, le gouverneur local fit arrêter plusieurs personnes en correspondance avec l’armée fatimide en marche.
Après l’échec des premières campagnes militaires, les Fatimides renforcèrent encore leur stratégie de propagande et de subversion. En tant que centre commercial majeur, doté d’une population ethniquement et confessionnellement diverse, Fustat était particulièrement perméable à l’infiltration des agents de la da‘wa fatimide.
L’activité de la da‘wa se manifeste notamment par une augmentation notable des inscriptions chiites — voire explicitement ismaïliennes — sur les pierres tombales égyptiennes à partir de vers 912.
Même des dinars fatimides, réputés pour leur qualité, semblent avoir circulé en Égypte avec le nom de frappe « Miṣr » (‘Égypte’) près d’une décennie avant la conquête effective. Cette anomalie intrigue les historiens modernes : certains y voient une erreur ou une anticipation optimiste de la conquête, mais d’autres y lisent une provocation délibérée, participant à une forme de guerre psychologique menée contre le régime ikhchidide.
Fait remarquable, une délégation de missionnaires fatimides fut publiquement reçue par Abû al-Misk Kâfûr, et la daʿwa fut autorisée à s’établir et à opérer librement à Fustat. Ses agents insistaient sur le fait que le règne fatimide ne commencerait qu’après la mort de Kâfûr.
Le chef de la daʿwa, le riche marchand Abû Ja‘far Ahmad ibn Nasr, entretenait des relations amicales avec les élites locales, notamment le vizir Ibn al-Furât, qu’il aurait même corrompu à l’aide de généreux pots-de-vin. Les marchands de la ville, soucieux de retour à la stabilité et à la reprise du commerce, se montraient particulièrement réceptifs aux arguments d’Ibn Nasr.
Certaines sources affirment même que le régent al-Hasan ibn ‘Ubayd Allâh fut influencé par Ibn Nasr. Lorsque des émeutes éclatèrent à Fustat, Ibn Nasr l’aurait conseillé de faire appel au calife al-Mu‘izz, et se serait chargé personnellement de remettre une lettre en ce sens au souverain. Pendant ce temps, son lieutenant, Jâbir ibn Muhammad, organisait la daʿwa dans les quartiers résidentiels de la ville, distribuant des bannières fatimides à arborer lors de l’arrivée attendue de l’armée fatimide.
Les Fatimides purent aussi compter sur l’aide de Ya‘qûb ibn Killis, un converti juif, ancien haut fonctionnaire ikhchidide, qui avait nourri l’ambition de devenir vizir avant d’être persécuté par son rival Ibn al-Furât. Il s’enfuit en Ifriqiya en septembre 968, se convertit à l’ismaïlisme et mit ses connaissances sur l’Égypte au service du califat fatimide.
L’appareil d’État ikhchidide était infiltré à tous les niveaux. Des commandants turcs auraient écrit à al-Mu‘izz pour l’inviter à conquérir l’Égypte, et même Ibn al-Furât est soupçonné par certains historiens modernes d’avoir rejoint le parti pro-fatimide.
Les analyses contemporaines insistent sur l’importance décisive de la « propagande politique habile » déployée par les Fatimides, selon l’expression de Marius Canard, bien avant l’invasion militaire. Combinée à la famine persistante et à la crise politique du régime ikhchidide, cette « intense préparation psychologique et politique », selon Thierry Bianquis, joua un rôle plus déterminant que la force militaire. Elle permit aux Fatimides de mener leur conquête rapidement et avec peu de résistance.
Le succès fatimide fut aussi favorisé par la terreur suscitée par la poursuite des offensives byzantines en Syrie du Nord en 968 : les Byzantins attaquaient impunément la région, capturaient de nombreux musulmans, sans rencontrer de véritable opposition de la part des autorités musulmanes locales, alignées sur les Abbassides.

## Invasion et conquête de l'Egypte
Jawhar établit son campement à Raqqâda le 26 décembre 968, et l’expédition commença à s’organiser sous sa supervision. Le calife al-Mu‘izz li-Dîn Allâh se rendait presque chaque jour au campement en formation depuis la ville-palais voisine de Mansûriyya. Selon les sources arabes, l’armée rassemblée comptait plus de cent mille hommes, à laquelle s’ajoutaient une importante escadre navale et un trésor de guerre composé de plus de 1 000 coffres remplis d’or.
Le 6 février 969, l’armée se mit en marche après une cérémonie solennelle présidée par le calife lui-même, durant laquelle al-Mu‘izz conféra à Jawhar les pleins pouvoirs civils et militaires. En signe de cette délégation, seuls le calife et Jawhar restèrent à cheval pendant la cérémonie ; tous les autres dignitaires — y compris les fils et frères du calife — durent mettre pied à terre et rendre hommage à Jawhar.
Pour souligner davantage l’autorité exceptionnelle conférée à son nouveau vice-roi, al-Mu‘izz accompagna l’armée à cheval sur une certaine distance, puis fit envoyer à Jawhar les habits somptueux qu’il portait ce jour-là. L’armée fit route vers Barqa, où Ya‘qûb ibn Killis rejoignit les troupes fatimides.
En mai 969, l’armée fatimide entra dans le delta du Nil. Jawhar occupa Alexandrie sans rencontrer de résistance, puis établit un camp retranché à Tarrûja, à l’ouest du delta, près d’Alexandrie. Son avant-garde progressa vers l’oasis du Fayoum. Les troupes fatimides ne rencontrèrent aucune opposition lors de leur progression en Égypte, et Jawhar prit rapidement le contrôle de toute la rive ouest du Nil, de la mer jusqu’au Fayoum. Il s’arrêta ensuite, attendant la réaction des autorités de Fustat.

### Victoire des Fatimides
En tant que centre administratif et plus grande ville d’Égypte, Fustat était la clé du contrôle du pays. Les Fatimides avaient pleinement conscience de cet enjeu : lors de leurs invasions précédentes, bien qu’ils aient occupé une grande partie du territoire, leur échec à prendre Fustat avait scellé l’échec de leurs campagnes. À l’inverse, Yaacov Lev souligne que la carrière de Muhammad ibn Tughj al-Ikhchid, tout comme le succès de Jawhar en 969, prouvent que « la conquête du centre déterminait le sort du pays, même si les provinces n’étaient pas entièrement soumises ».
Au début juin, les cercles dirigeants de Fustat envoyèrent une délégation à Jawhar avec une liste d’exigences, portant notamment sur la garantie de leur sécurité personnelle, ainsi que sur la protection de leurs biens et de leurs charges. Le chef des Ikhshidiyya, Nihrîr al-Shuwayzân, qui commandait le seul corps militaire encore important, demanda en outre à être nommé gouverneur des villes saintes de La Mecque et de Médine. Lev juge cette demande « irréaliste » et révélatrice d’une « incompréhension totale des sensibilités religieuses spécifiques des Fatimides ».
La délégation comprenait les chefs des familles ashrāf : l’husaynide Abû Ja‘far Muslim, le hasanide Abû Ismâ‘îl al-Rassî, et l’abbasside Abû al-Tayyib ; le qâdî en chef de Fustat, Abû Tâhir al-Dhuhlî ; et le principal agent fatimide, Ibn Nasr. En échange de la reddition pacifique du pays, Jawhar, agissant au nom d’al-Mu‘izz, émit un writ de sécurité (amān) accompagné d’un programme d’engagements envers la population égyptienne. Lev précise que ce amān fut à la fois un « manifeste exposant le programme politique du nouveau régime » et un « outil de propagande ».
Le texte justifiait l’invasion par la nécessité de protéger les musulmans d’Orient contre leurs ennemis, sous-entendant les Byzantins sans les nommer explicitement. Il proposait également une série de réformes concrètes, montrant une connaissance précise des affaires égyptiennes grâce au travail des agents fatimides dans le pays : rétablissement de l’ordre, sécurisation des routes du pèlerinage, suppression des taxes illégales, amélioration de la monnaie. L’engagement à protéger les pèlerins constituait, selon l’orientaliste Wilferd Madelung, une « déclaration de guerre ouverte » aux Qarmates, que Jawhar nommait et maudissait explicitement dans sa lettre.
Les milieux religieux (prédicateurs, juristes, etc.) furent rassurés par la promesse de salaires, de restauration des mosquées existantes et de construction de nouveaux lieux de culte. Le point le plus important était la conclusion du document, qui insistait sur l’unité de l’islam et le retour à la « vraie sunna » du Prophète et des premières générations musulmanes. Cette formulation visait à trouver un terrain d’entente entre sunnites et chiites. Cependant, selon la doctrine ismaïlienne, le calife-imâm fatimide était l’interprète légitime de la vraie sunna, une prétention non exprimée explicitement dans le texte, mais destinée à se traduire rapidement dans la mise en avant du droit ismaïlien (fiqh) dans les pratiques publiques.
Pour l’heure, la lettre atteignit son objectif : « dans l’ensemble, c’était un document persuasif qui séduisait de larges segments de la société égyptienne », conclut Lev.

### Reddition de Fustat
La délégation revint à Fustat le 26 juin, porteuse de la lettre de Jawhar. Avant même l’arrivée des émissaires, des rumeurs circulaient selon lesquelles l’armée refusait l’accord et s’était résolue à combattre et à barrer le passage du Nil. Lorsque la lettre fut publiquement lue, les officiers militaires exprimèrent leur opposition avec virulence, et même l’intervention du vizir Ibn al-Furât ne parvint pas à les convaincre de se soumettre.
Face à cette hostilité, Jawhar déclara son expédition comme un jihâd contre les Byzantins et fit confirmer par le qâdî en chef que toute personne faisant obstacle était un ennemi de la foi, dont l’élimination était licite.
Côté égyptien, Nihrîr al-Shuwayzân fut désigné commandant commun des forces Ikhshidiyya et Kâfûriyya. Le 28 juin, ses troupes occupèrent l’île de Rawda, qui contrôlait le pont flottant reliant Fustat à Gizeh, sur la rive occidentale du Nil, où Jawhar avait installé son campement.
Le déroulement précis des combats reste incertain, les sources rapportant des détails divergents. Le premier affrontement, le 29 juin, se solda par une retraite de Jawhar. Il décida alors de traverser le fleuve ailleurs. Selon les sources, cela fut réalisé soit à l’aide de bateaux fournis par des ghilmān ikhchidides déserteurs, soit par des navires capturés par Ja‘far ibn Fallâh sur une flotte ikhchidide venue du delta pour renforcer Fustat.
Grâce à ces embarcations, Ibn Fallâh dirigea une partie de l’armée fatimide à travers le fleuve, bien que le site exact de la traversée reste inconnu. D’après al-Maqrîzî, quatre commandants ikhchidides avaient été envoyés avec leurs troupes pour défendre les points de passage possibles, mais les Fatimides réussirent à traverser.
Le 3 juillet, les deux armées s’affrontèrent, et les troupes fatimides remportèrent la victoire. Aucun détail n’est connu sur la bataille, sinon que l’ensemble des forces ikhchidides envoyées depuis Gizeh fut anéanti. Les forces restantes abandonnèrent l’île de Rawda, se dispersèrent, et fuirent jusqu’en Syrie pour se mettre en sécurité, laissant Fustat sans défense.
Les événements laissèrent Fustat en plein chaos, mais à ce moment-là, les agents de la daʿwa fatimide entrèrent en scène : ils prirent contact avec le chef de la police, et accrochèrent des bannières blanches fatimides sur la ville, en signe de soumission. Le chef de la police défila alors dans les rues avec une cloche et une bannière, proclamant al-Muʿizz li-Dīn Allāh comme calife. La résistance armée des troupes ikhchidides avait, selon la coutume, rompu l’amān de Jawhar, rendant ainsi la ville licite au pillage. Toutefois, Jawhar accepta de renouveler l’amān, qu’il confia à la garde d’Abû Ja‘far Muslim. Quant à Ibn al-Furât, il reçut la mission de confisquer les biens et résidences des officiers qui avaient fui.
Le 6 juillet 969, Ibn al-Furât et Abû Ja‘far Muslim, accompagnés des principaux marchands, conduisirent une foule à travers le pont flottant jusqu’à Gizeh, pour rendre hommage à Jawhar. Le soir même, l’armée fatimide commença à traverser le pont, puis établit son campement à environ 5 kilomètres au nord de la ville.
Le lendemain, la distribution d’aumônes fut annoncée, financée par le trésor de guerre transporté par Jawhar. L’argent fut distribué aux pauvres par le qâdî de l’armée, ‘Alî ibn al-Walîd al-Ishbîlî.
Le 9 juillet, Jawhar dirigea la prière du vendredi dans la mosquée ‘Amr ibn al-‘Âs à Fustat. Le khatîb sunnite, vêtu du blanc alide et lisant des formules inhabituelles écrites sur un feuillet, prononça la khuṭba au nom d’al-Muʿizz li-Dīn Allāh.

## Sources
- (en) Heinz Halm, The Empire of the Mahdi: The Rise of the Fatimids, Leiden, Brill, 1991 (ISBN 9789004092642[à vérifier : ISBN invalide])
- (en) Michael Brett, The Rise of the Fatimids: The World of the Mediterranean and the Middle East in the Fourth Century of the Hijra, Tenth Century CE, Leiden, Brill, 2001 (ISBN 9789004121311[à vérifier : ISBN invalide])
- (en) Hugh Kennedy, The Prophet and the Age of the Caliphates, Harlow, Pearson Education, 2004 (ISBN 9780582405257)
- (en) Yaacov Lev, State and Society in Fatimid Egypt, Leiden, Brill, 1999 (ISBN 9789004114085[à vérifier : ISBN invalide])
- (en) Wilferd Madelung, « Ismailiyya », dans Encyclopaedia of Islam, vol. 4, Brill, 1971, 880–894 p. (ISBN 9789004161249[à vérifier : ISBN invalide])
- (en) Farhad Daftary, The Ismāʿīlīs: Their History and Doctrines, Cambridge, Cambridge University Press, 2007 (ISBN 9780521036986)
- Thierry Bianquis, La dynastie fatimide (909–1171), Presses Universitaires de France, 1998, 95–115 p. (ISBN 9782130469336[à vérifier : ISBN invalide])
- (en) Marius Canard, « Fatimids », dans Encyclopaedia of Islam, vol. 2, Brill, 1971, 850–869 p. (ISBN 9789004161218[à vérifier : ISBN invalide])
- (en) Paul E. Walker, Exploring an Islamic Empire: Fatimid History and Its Sources, I.B. Tauris, 2003 (ISBN 9781860648644[à vérifier : ISBN invalide])